# Pia Zebadiah

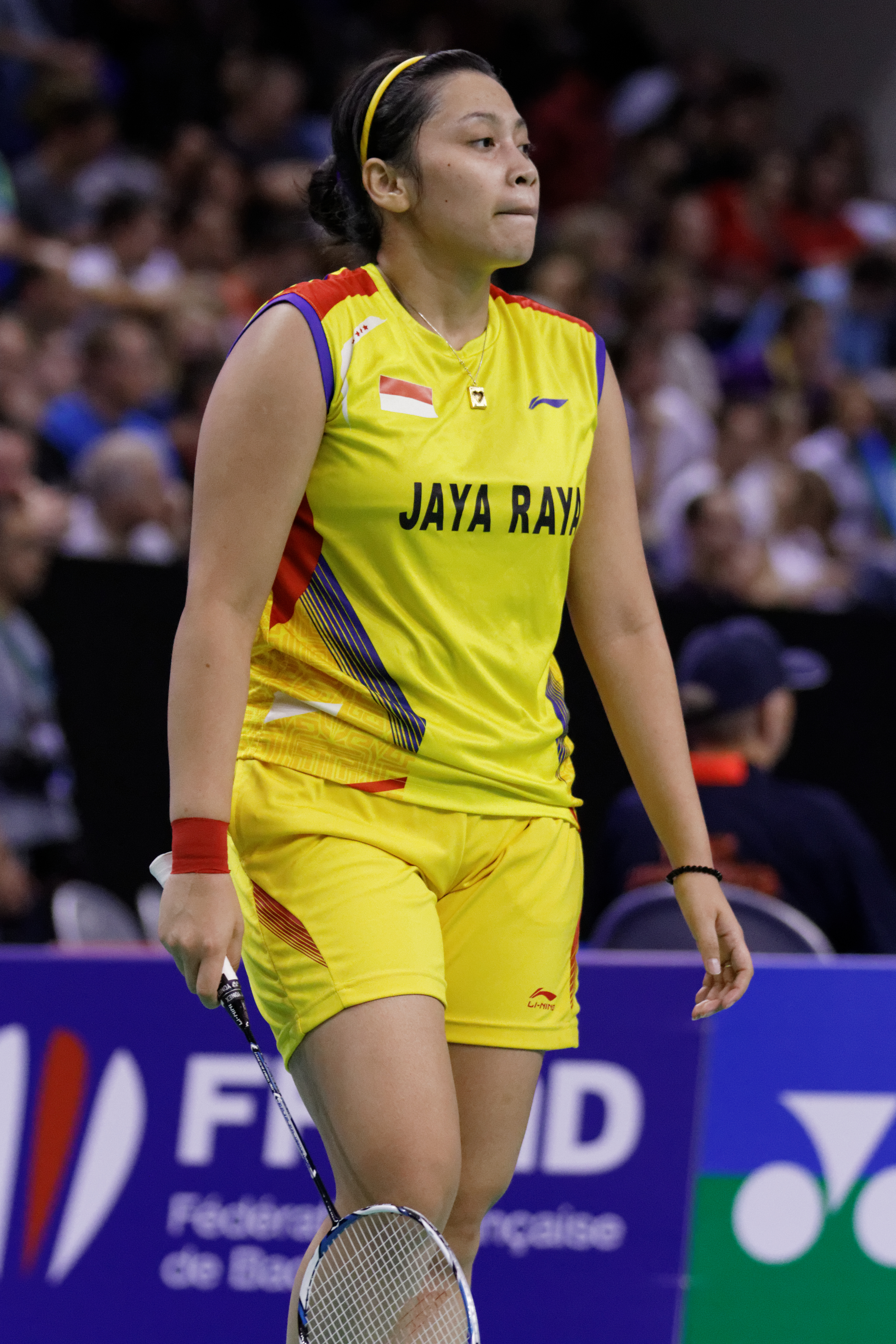
Pia Zebadiah, French Super Series 2013.

Pia Zebadiah Bernadet (* 22. Januar 1989 in Medan) ist eine indonesische Badmintonspielerin. Bona Septano und Markis Kido sind ihre Brüder.

## Karriere
Pia Zebadiah wurde 2008 Vizeweltmeisterin mit der indonesischen Damenmannschaft. Im Finale des Uber Cups unterlag das Team aus Südostasien dabei China mit 0:3. Bei den Hong Kong Open 2009, den Philippines Open 2009 und den Indonesia Open 2010 stand sie im Viertelfinale. Die Vietnam International Challenge 2009 gewann sie im Doppel mit Debby Susanto und wurde Zweite im Mixed mit Fran Kurniawan Teng. Mit Kurniawan siegte sie bei den New Zealand Open desselben Jahres.

## Erfolge
| Saison | Veranstaltung           | Disziplin   | Platz | Name                                |
| ------ | ----------------------- | ----------- | ----- | ----------------------------------- |
| 2008   | Uber Cup                | Team        | 2     | Indonesien                          |
| 2009   | New Zealand Open        | Mixed       | 1     | Fran Kurniawan / Pia Zebadiah       |
| 2009   | Vietnam International   | Damendoppel | 1     | Debby Susanto / Pia Zebadiah        |
| 2009   | Vietnam International   | Mixed       | 2     | Fran Kurniawan Teng / Pia Zebadiah  |
| 2009   | Philippines Open        | Damendoppel | 5     | Debby Susanto / Pia Zebadiah        |
| 2009   | Hong Kong Open          | Mixed       | 5     | Fran Kurniawan Teng / Pia Zebadiah  |
| 2010   | Indonesia Open          | Mixed       | 5     | Fran Kurniawan Teng / Pia Zebadiah  |
| 2019   | Indonesia International | Damendoppel | 1     | Anggia Shitta Awanda / Pia Zebadiah |